# Uvàrovka (Uliànovsk)
|  | Per a altres significats, vegeu «Uvàrovka». |

Uvàrovka (en rus: Уваровка) és un poble de l'óblast d'Uliànovsk, a Rússia, que el 2010 tenia 214 habitants. Pertany al districte municipal de Kuzovàtovo.